# Навуходоносор I
Навуходоносор (Набу-кудурру-уцур) I' (д/н — бл. 1104 до н. е.) — цар Вавилону близько 1125—1104 до н. е. Ім'я перекладається як «Набу, захисти старшого сина».

## Життєпис

### Зовнішня політика
Походив з Другої династії Ісіна (IV Вавилонської династії). Син царя Нінурта-надін-шумі. Посів трон після смерті батька близько 1125 року до н. е. Намагався відновити потугу Вавилонії, тому вступив у протистояння з Ассирією та Еламом.
Спочатку 1121 року до н. е. вдерся до ассирійських володінь, проте біля фортеці Занку зазнав поразки від царя Ашшур-реш-іші I. Тоді близько 1115 року до н. е. спробував атакувати Елам, але також зазнав поразки — тепер від царя Хутелетуш-Іншушинака.
Втім невдовзі до Вавилону втекли два вельми впливових жерця-еламіти, захопивши статую бога Ріа. Потім Рітті-Мардук з Біт-Карзіябку в області Дер (на кордонні Вавилонії та Еламу) перейшов на бік Навуходоносора I. Останній призначив Рітті-Мардук командувати своїми бойовими колісницями і близько 1110 року до н. е. розпочав нову війну проти Еламу. У вирішальній битві біля річки Улай вавилоняни здобули повну перемогу. Навуходоносор I захопив Сузи, звідки повернув статую бога Мардука до Вавилону. Також було суттєво пограбовано Еламське царство, яке після цього занепало. Ця перемога була увічнена в епосах «Набу-кудурру-уцур і Мардук» і «Гімн Мардуку».
За цим цар Вавилону здійснив успішний похід проти гірських племен на північному сході Вавилонії і знову заволодів долиною річки Діяла. Також успішно воював з арамеями, що спробували вдертися до Вавилонії з північного заходу. Є згадки про успішні походи проти племен луллубеїв та аморитів. З останніми напевне боровся за контроль над торгівельними шляхами в західній Аравії.
Водночас зберігав мирні стосунки з ассирійським царем Тукульті-апал-Ешаррою I.

### Внутрішня політика
Намагався спиратися на жрецтво і знать. Водночас зрівняв у правах каситську і місцеву знать. Надавав права містам, які до кінця правління цього царя стали опорою династії. Водночас здійснив багато відновлювальних та будівельних робіт. Зведено храм Екітуш-хегал-тіла в Вавилоні, присвячений богу Ададу, і богу Енлілю в Ніппурі.
Помер близько 1104 року до н. е. Йому спадкував син Енліль-надін-аплі.